# Escudo de Cangas del Narcea

Escudo de Cangas del Narcea.

El escudo de Cangas del Narcea está formado por las armas del Principado de Asturias, que es la Cruz de la Victoria, y en el otro lado un león, que son las armas del conde de Tineo. Fue aprobado por decreto y publicado en el BOE en 1973. Hasta esa fecha Cangas del Narcea tenía un emblema municipal que era un león y una torre.
Su escudo es partido timbrado con corona real cerrada. 
- En el primer cuartel partido: en azur, Cruz de la Victoria en oro y piedras preciosas.
- En el segundo cuartel partido en plata, un león rampante en azur.

- Datos: Q5858219